# Real Gabinete Portugués de Lectura

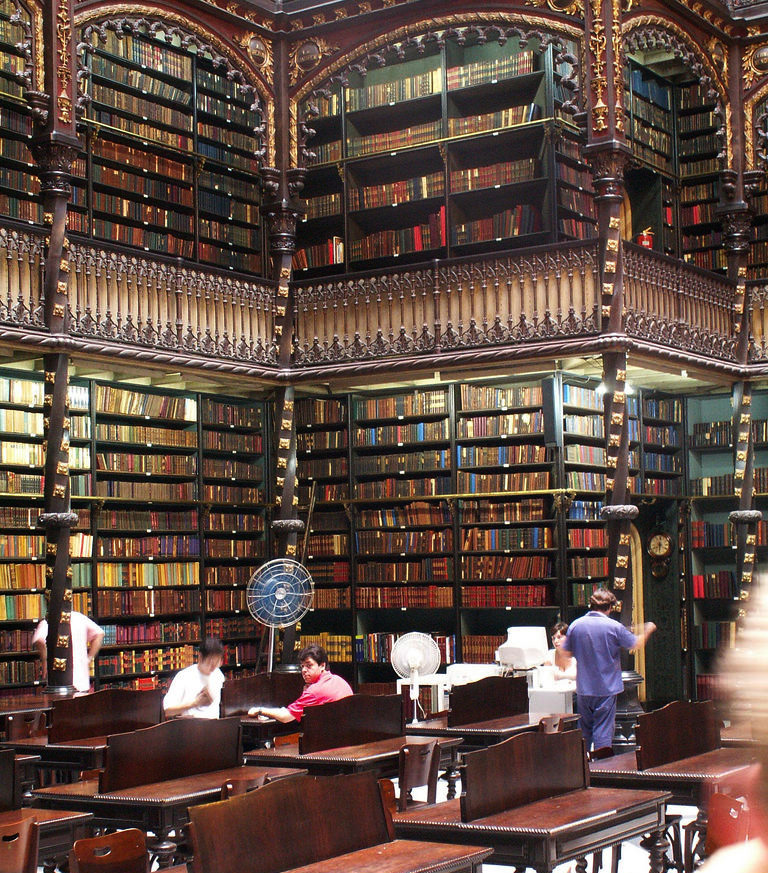
Sala de lectura.

El Real Gabinete Portugués de Lectura (en portugués: Real Gabinete Português de Leitura) es una biblioteca y centro cultural de Río de Janeiro en Brasil. En su interior, destaca el Salón de Lectura, que se concibe en términos fastuosos y muy ornamentados en estilo neomanuelino. Alberga más de 350 000 ejemplares, entre los que se encuentran obras de gran valor relativas a la cultura en lengua portuguesa (entre ellas, una editio princeps de Os Lusiadas, libros impresos de los siglos XVI y XVII y manuscritos originales de diversos autores).

## Historia
La institución fue fundada en 1837 por un grupo de cuarenta y tres inmigrantes portugueses, refugiados políticos, para promover la cultura entre la comunidad portuguesa en la entonces capital del Imperio de Brasil. Fue la primera asociación de esta comunidad en la ciudad.
El edificio de la actual sede, diseñado por el arquitecto portugués Rafael da Silva e Castro, fue construido entre 1880 y 1887 en estilo Neomanuelino. Este estilo arquitectónico evoca el exuberante estilo gótico-renacentista vigente en la época de los descubrimientos portugueses, denominado manuelino en Portugal por haber coincidido con el reinado de Manuel I de Portugal (1495-1521).
El emperador Pedro II de Brasil (1831-1889) colocó la primera piedra del edificio el 10 de junio de 1880, y su hija Isabel, princesa imperial de Brasil, junto con su marido, el príncipe Gastón, conde de Eu, lo inauguraron el 10 de septiembre de 1887.

### Arquitectura

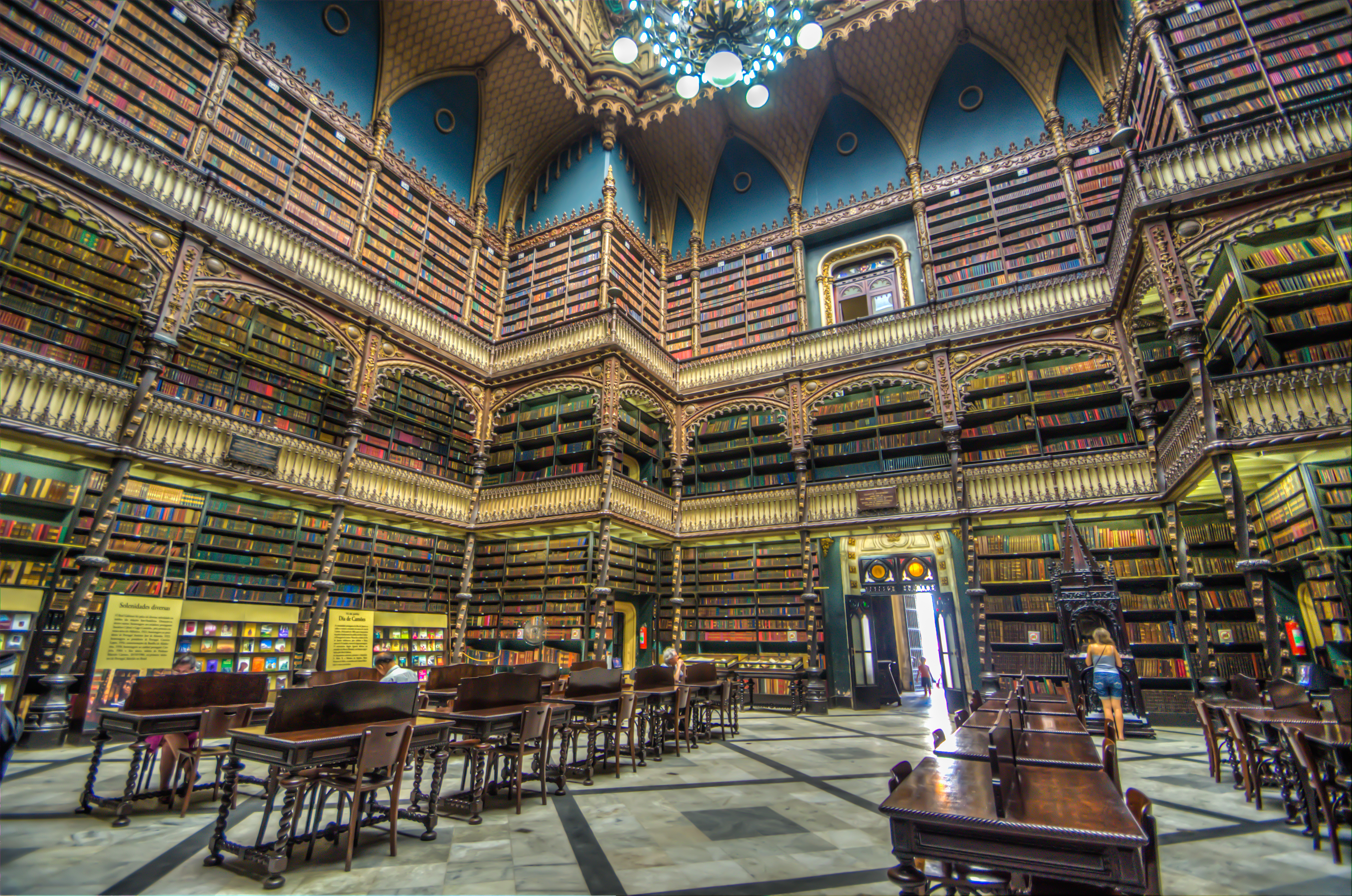
Sala de lectura.

La fachada, inspirada en la del Monasterio de los Jerónimos de Belém, fue trabajada por Germano José Salle en piedra de Lisboa y traída en barco desde dicha ciudad a Río de Janeiro. Las cuatro estatuas que lo adornan retratan respectivamente a Pedro Álvares Cabral, Luís de Camões, Enrique el Navegante y Vasco da Gama. Los medallones de la fachada retratan, respectivamente, a los escritores Fernão Lopes, Gil Vicente, Alexandre Herculano y Almeida Garrett.
El interior también sigue el estilo Neomanuelino en las cubiertas, estanterías de madera para libros y memoriales. El techo de la Sala de Lectura tiene un candelabro y un lucernario en estructura de hierro, el primer ejemplo de este tipo de arquitectura en Brasil. La sala también cuenta con un hermoso monumento de plata, marfil y mármol (el Altar de la Patria), de 1,7 metros de altura, que celebra la época de los descubrimientos, realizado en la Casa Reis & Filhos de Oporto por el orfebre António Maria Ribeiro y adquirido en 1923 por el Gabinete Real.

### Acervo

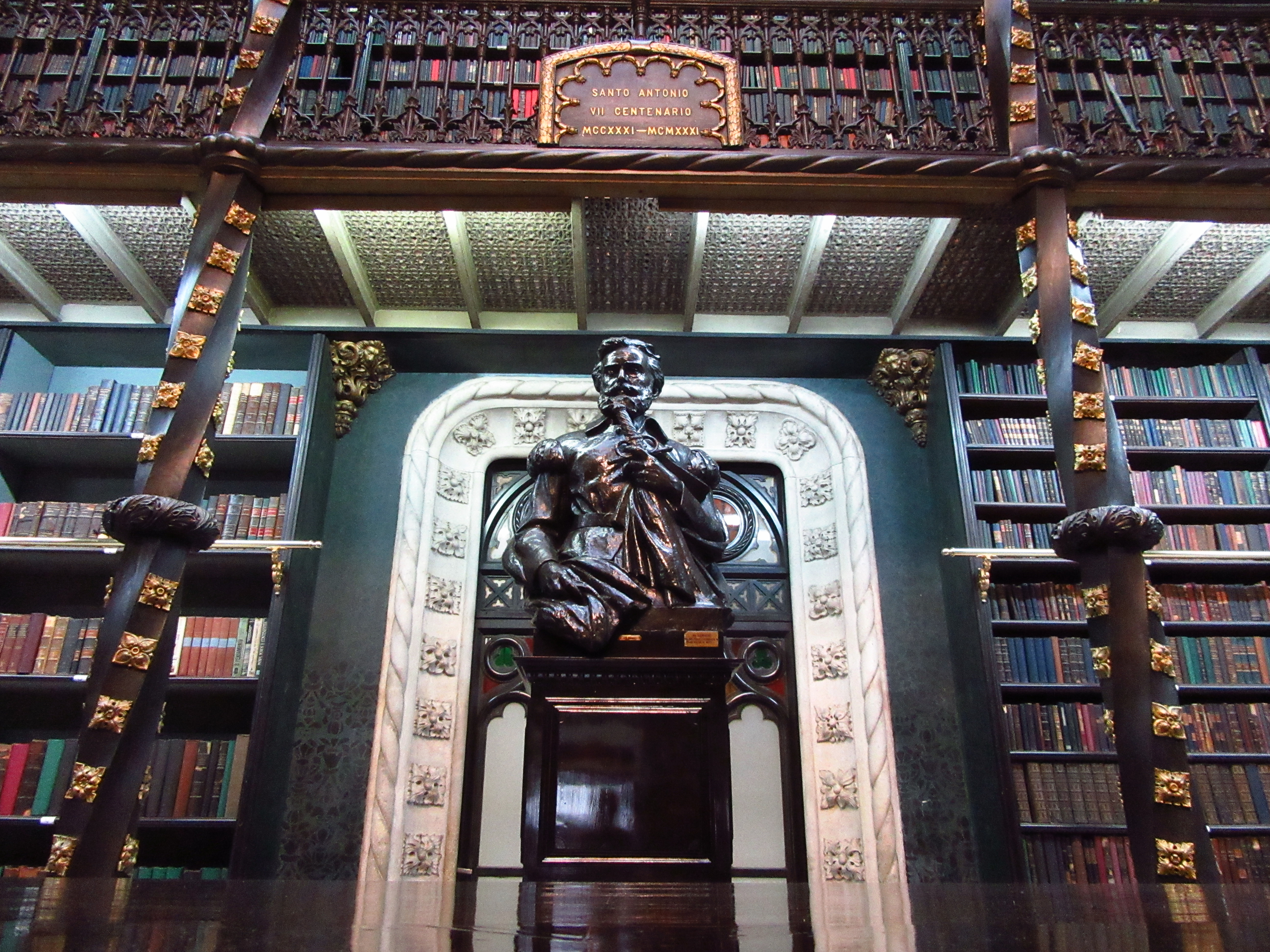
Busto de Pedro Álvares Cabral.

Abierta al público desde 1900, la biblioteca del Gabinete Real tiene la mayor colección de obras lusofonas fuera de Portugal. Entre los 350.000 volúmenes, tanto nacionales como extranjeros, se encuentran obras raras como una copia de la edición "princeps" de Los lusiadas de Luís de Camões (1572), las Ordenaciones de D. Manuel (1521), los Capítulos de Cortes y Leys (1539) ), Verdadeira informaçam das terras do Preste Joam, segundo vio e escreveo ho padre Francisco Alvarez (1540), un manuscrito de la comedia "Tu, só tu, puro amor" de Machado de Assis, y muchos otros. Cada año, recibe unos seis mil títulos de Portugal. También hay una importante colección de pinturas de José Malhoa, Carlos Reis, Oswaldo Teixeira, Eduardo Malta y Henrique Medina. Cada día recibe, en promedio, ciento cincuenta visitantes. Entre sus visitantes ilustres, del pasado, se encuentran los nombres de Machado de Assis, Olavo Bilac y João do Rio.
El Real Gabinete publica la revista Convergência Lusíada (semestre) y promueve cursos de Literatura, Lengua Portuguesa, Historia, Antropología y Artes, destinados principalmente a estudiantes universitarios.
La historia de la Academia Brasileña de Letras está ligada a la del Real Gabinete, ya que aquí se celebraron las cinco primeras sesiones solemnes de la Academia, bajo la presidencia de Machado de Assis.

### Títulos y honores
El 5 de julio de 1946 fue nombrado Oficial de la Orden de Cristo. El 19 de agosto de 1947 fue nombrado Comendador de la Orden de la Benemencia, el 9 de abril de 1981 fue elevado a Miembro de Honor de la Orden de Cristo y el 13 de julio de 1990 fue nombrado Miembro de Honor de la Orden Militar de Santiago de la Espada.
En julio de 2014, la biblioteca se posicionó en el cuarto lugar entre las 20 bibliotecas más bellas del mundo según la revista Time. La publicación destacó su historia, arquitectura y rica colección de obras lusófonas.